# Melolobium
Melolobium là một chi gồm 15 loài thực vật thuộc họ Đậu (Fabaceae), bản địa của miền nam châu Phi, gồm phía nam và phía đông Namibia, tây nam Botswana và Nam Phi.

## Các loài
- Melolobium adenodes
- Melolobium aethiopicum
- Melolobium alpinum
- Melolobium calycinum
- Melolobium candicans
- Melolobium canescens
- Melolobium exudans
- Melolobium humile
- Melolobium lampolobum
- Melolobium macrocalyx
- Melolobium microphyllum
- Melolobium obcordatum
- Melolobium stipulatum
- Melolobium subspicatum
- Melolobium wilmsii